# 三崎和雄
三崎 和雄（みさき かずお、1976年4月25日 - ）は、日本の男性元総合格闘家。千葉県小見川町出身。KATORI DOJO主宰。PRIDEウェルター級グランプリ2006王者。
現役時代から長渕剛と親交があり、パーソナルトレーナーとして全国ツアーにも同行するなどしており、三崎の引退セレモニーには長渕が駆けつけリング上で「STAY DREAM」を披露した。引退後も引き続き、長渕のパーソナルトレーナーを務めている。

## 来歴
中学、高校と柔道を学び、高校卒業後、総合格闘家を目指し香取道場にてキックボクシングを始める。その後菊田早苗と出会い、菊田の率いるGRABAKAに移籍した。
2000年11月26日、全日本異種格闘技選手権の75kg以下の部に出場、決勝で石田光洋に勝利し、優勝した。
2001年5月5日、ネオブラッド・トーナメント予選でパンクラスデビュー。芹沢健一に判定勝ち。7月29日の本戦では1回戦で佐藤光留にチョークスリーパーで一本勝ちすると、準決勝の梁正基戦、決勝の長岡弘樹戦と勝ち上がり優勝を果たした。
2001年10月30日、パンクラスで「東京・横浜対抗戦」と銘打たれ行われたismとの5対5の対抗戦では先鋒出場。経験に勝る冨宅飛駈と対戦し、開始8秒右ストレートでKO勝ち。
2002年3月25日、パンクラスでネイサン・マーコートと対戦。試合開始直後にスープレックスで投げられた際、左肘を脱臼してしまい、ドクターストップでTKO負け。

### PRIDE
2004年5月23日、PRIDE初出場となったPRIDE 武士道 -其の参-でジョルジ・パチーユ・マカコと対戦し、判定勝ち。
2004年7月25日、パンクラスでエド・ハーマンと対戦し、肩固めで一本勝ち。
2004年11月7日、パンクラスでネイサン・マーコートとミドル級キング・オブ・パンクラス決定戦を行い、判定負けで王座獲得に失敗した。
2005年7月17日、PRIDE 武士道 -其の八-でダニエル・アカーシオと対戦し、判定負け。同年開催のウェルター級グランプリ出場を逃した。
2006年4月2日、PRIDE 武士道 -其の拾-でウェルター級（-83kg）王者ダン・ヘンダーソンとノンタイトル戦で対戦し、判定負け。
2006年6月4日、PRIDE 武士道 -其の十一-のウェルター級グランプリ1回戦でフィル・バローニと対戦。打撃戦を制し、判定勝ち。8月26日、PRIDE 武士道 -其の十二-の2回戦でダン・ヘンダーソンと再戦。王者相手に攻め続け、日本人として初めてヘンダーソンに勝利した。
2006年11月5日、PRIDE 武士道 -其の十三-の準決勝でパウロ・フィリオと対戦するも、テイクダウンからマウントポジションをとられ、脱出できずに1R終了間際に腕ひしぎ十字固めで一本負けを喫した。この試合で右肘の靭帯を痛めた。しかし、フィリオが三崎との試合で負った膝靭帯損傷のため決勝を棄権し、三崎が決勝でデニス・カーンと対戦し、2-1で判定勝ちを収め優勝を果たした。
2007年2月24日、PRIDE.33でフランク・トリッグと対戦し、再三テイクダウンを奪われ、判定負けを喫した。
2007年12月31日、やれんのか! 大晦日! 2007で秋山成勲と対戦し、KO勝ち。後日、秋山サイドからのクレームにより、ノーコンテストへ裁定が変更された。

### SRC
2008年3月5日、戦極旗揚げ戦戦極 〜第一陣〜で修斗世界ライトヘビー級（-83kg）王者シアー・バハドゥルザダと対戦し、フロントチョークで一本勝ち。
2008年6月8日、戦極 〜第三陣〜でローガン・クラークと対戦し、判定勝ち。
2008年9月20日、Strikeforce初出場となったカリフォルニア州ビバリーヒルズで開催されたStrikeforce: At The Mansion 2でジョー・リッグスと対戦。2Rに左ストレートでダウンするも、直後に右ストレートでダウンさせパウンドでTKO勝ち。
2009年1月4日、戦極の乱2009の戦極ミドル級（-83kg）王座決定戦でジョルジ・サンチアゴと対戦し、チョークスリーパーで一本負けを喫し王座獲得に失敗した。
2009年3月19日、乗用車で走行中に携帯電話を使用しているところを警察官に見つかり、停止を求められたが無視してそのまま乗用車で走り去った。5月になって公務執行妨害で逮捕され、6月4日の起訴後に保釈された。6月25日に東京地裁で、懲役1年、執行猶予3年（求刑・懲役1年2月）の有罪判決を受けた。
2009年8月2日、戦極 〜第九陣〜で中村和裕と対戦し、フロントチョークで一本勝ちを収めた。この試合は戦極ミドル級王座挑戦者決定戦として当初発表されていたが、有罪判決を受けたことで8月3日以降の無期限出場停止および当試合のファイトマネーを全額没収という処分が下されたため、勝利を収めたものの王座挑戦権は与えられなかった。
2009年11月8日付けでGRABAKAから独立した。
2009年12月11日付けでSRC（戦極）から受けていた無期限出場停止処分が解除された。
2009年12月31日、Dynamite!! 〜勇気のチカラ2009〜のDREAM vs SRC 対抗戦でメルヴィン・マヌーフと対戦し、左フックでダウンしたところでTKO負け。試合後、ストップが早いとしてレフェリーに対してリング上で抗議し、さらに正式な抗議を申し立てた。
2010年8月22日、SRC14のSRCミドル級タイトルマッチで王者のジョルジ・サンチアゴと再戦し、5R残り30秒というところでパウンドによるタオル投入によりTKO負けを喫し王座獲得に失敗した。
2010年12月30日、戦極 Soul of Fightでマイク・シールと対戦し、バックマウントパンチによるTKO勝ちを収めた。
2011年4月22日、DEEP 53 IMPACTで引退する小路晃と5年ぶりに再戦し、パウンドでTKO勝ちを収めた。
2012年3月3日、オハイオ州コロンバスで開催されたStrikeforce: Tate vs. Rouseyで、ウェルター級転向初戦となった試合でポール・デイリーと対戦。3Rにはデイリーの肘で額を深くカットし流血にするも、激しい打撃戦を制し、2-1の判定勝ちを収めた。
2012年10月19日、DEEP 60 IMPACTで体力の限界を理由に引退を表明。12月22日後楽園ホールで開催されたDEEP HALEO IMPACTで引退セレモニーを行ない、秋山成勲や白鵬翔らも駆けつけ、10カウントゴング後には長渕剛がリング上で「STAY DREAM」を熱唱した。

## 人物・エピソード
- 妥協を許さない性格で、日本人であるということに誇りを持っており、一般的に外国人と比べて体格的に不利な84kg級では日本人は勝てないと思われていることに対するアンチテーゼとして、試合で勝った時は「日本人は強いんです」という決め台詞がある。ダン・ヘンダーソン、フィル・バローニ、秋山成勲などに勝利した時この決め台詞を使っている。秋山戦での発言について、韓国内から、韓国系日本人の秋山への当て付けという批判が起きた。このことについて三崎は、雑誌上のインタビューで、差別的な意図はなかったが、状況的に誤解を招く部分は確かにあったかもしれず、それは本当に謝罪したいと思う、と述べた[13]。
- 格闘技を始めた理由は「最強のファイターになるため」だという。究極、そして極限の闘いとは「殺し合い」であると言い、「夢中になっていること（試合）で死ねたら本望」と発言している。
- 長渕剛とは、トレーニングのサポートを行う間柄で、三崎の最後の試合の際にもトレーニングを行ったり、長渕の2015年に富士山麓で開催されたオールナイトライヴの際にも、オールナイトライヴのための肉体作りのため、50日間共にハードなトレーニングを行なった[2]。
- 格闘道場「チームHALEO」のメンバーとして、2019年ラグビー日本代表の稲垣啓太との格闘技トレーニングも行っている[14]。

## 戦績
| 総合格闘技 戦績 | 総合格闘技 戦績 | 総合格闘技 戦績 | 総合格闘技 戦績 | 総合格闘技 戦績 | 総合格闘技 戦績 | 総合格闘技 戦績 |
| --------------- | --------------- | --------------- | --------------- | --------------- | --------------- | --------------- |
| 39 試合         | (T)KO           | 一本            | 判定            | その他          | 引き分け        | 無効試合        |
| 25 勝           | 6               | 9               | 10              | 0               | 2               | 1               |
| 11 敗           | 3               | 2               | 6               | 0               | 2               | 1               |

| 勝敗 | 対戦相手                   | 試合結果                             | 大会名                                                              | 開催年月日     |
| ○    | ポール・デイリー           | 5分3R終了 判定2-1                    | Strikeforce: Tate vs. Rousey                                        | 2012年3月3日   |
| ○    | 小路晃                     | 2R 1:13 TKO（パウンド）              | DEEP 53 IMPACT 〜小路晃引退興行〜                                   | 2011年4月22日  |
| ○    | マイク・シール             | 1R 1:15 TKO（パウンド）              | 戦極 Soul of Fight                                                  | 2010年12月30日 |
| ×    | ジョルジ・サンチアゴ       | 5R 4:31 TKO（タオル投入）            | SRC14 【SRCミドル級タイトルマッチ】                                 | 2010年8月22日  |
| ×    | メルヴィン・マヌーフ       | 1R 1:49 TKO（左フック）              | Dynamite!! 〜勇気のチカラ2009〜                                     | 2009年12月31日 |
| ○    | 中村和裕                   | 1R 3:03 フロントチョーク             | 戦極 〜第九陣〜 【戦極ミドル級王座挑戦者決定戦】                    | 2009年8月2日   |
| ×    | ジョルジ・サンチアゴ       | 5R 3:26 チョークスリーパー           | 戦極の乱2009 【戦極ミドル級王座決定戦】                             | 2009年1月4日   |
| ○    | ジョー・リッグス           | 2R 2:29 TKO（右ストレート→パウンド） | Strikeforce: At The Mansion 2                                       | 2008年9月20日  |
| ○    | ローガン・クラーク         | 5分3R終了 判定3-0                    | 戦極 〜第三陣〜                                                     | 2008年6月8日   |
| ○    | シアー・バハドゥルザダ     | 2R 2:02 フロントチョーク             | 戦極 〜第一陣〜                                                     | 2008年3月5日   |
| －   | 秋山成勲                   | 1R 8:12 無効試合（反則）             | やれんのか! 大晦日! 2007                                            | 2007年12月31日 |
| ×    | フランク・トリッグ         | 5分3R終了 判定0-3                    | PRIDE.33 "THE SECOND COMING"                                        | 2007年2月25日  |
| ○    | デニス・カーン             | 2R（10分/5分）終了 判定2-1           | PRIDE 武士道 -其の十三- 【ウェルター級グランプリ 決勝】             | 2006年11月5日  |
| ×    | パウロ・フィリオ           | 1R 9:43 腕ひしぎ十字固め             | PRIDE 武士道 -其の十三- 【ウェルター級グランプリ 準決勝】           | 2006年11月5日  |
| ○    | ダン・ヘンダーソン         | 2R（10分/5分）終了 判定3-0           | PRIDE 武士道 -其の十二- 【ウェルター級グランプリ 2回戦】            | 2006年8月26日  |
| ○    | フィル・バローニ           | 2R（10分/5分）終了 判定3-0           | PRIDE 武士道 -其の十一- 【ウェルター級グランプリ 1回戦】            | 2006年6月4日   |
| ×    | ダン・ヘンダーソン         | 2R（10分/5分）終了 判定0-3           | PRIDE 武士道 -其の拾-                                               | 2006年4月2日   |
| ○    | 小路晃                     | 1R 2:32 フロントチョーク             | DEEP 23 IMPACT                                                      | 2006年2月5日   |
| ×    | ダニエル・アカーシオ       | 2R（10分/5分）終了 判定0-3           | PRIDE 武士道 -其の八-                                               | 2005年7月17日  |
| ○    | フラービオ・モウラ         | 2R 2:13 変形チョークスリーパー       | PANCRASE 2005 SPIRAL TOUR                                           | 2005年3月6日   |
| ×    | ネイサン・マーコート       | 5分3R終了 判定0-3                    | PANCRASE 2004 BRAVE TOUR 【ミドル級キング・オブ・パンクラス決定戦】 | 2004年11月7日  |
| ○    | エド・ハーマン             | 2R 3:31 肩固め                       | PANCRASE 2004 BRAVE TOUR                                            | 2004年7月25日  |
| ○    | ジョルジ・パチーユ・マカコ | 2R（10分/5分）終了 判定3-0           | PRIDE 武士道 -其の参-                                               | 2004年5月23日  |
| ○    | 國奥麒樹真                 | 2R 1:31 TKO（ドクターストップ）      | PANCRASE 2004 BRAVE TOUR                                            | 2004年2月6日   |
| △    | ジェイク・シールズ         | 5分3R終了 判定1-0                    | PANCRASE 2003 HYBRID TOUR                                           | 2003年11月30日 |
| ×    | ヒカルド・アルメイダ       | 5分3R終了 判定0-2                    | PANCRASE 2003 HYBRID TOUR                                           | 2003年8月31日  |
| ○    | 久松勇二                   | 3R 2:34 チョークスリーパー           | PANCRASE 2003 HYBRID TOUR                                           | 2003年5月18日  |
| △    | 久松勇二                   | 5分2R終了 判定0-0                    | PANCRASE 2003 HYBRID TOUR                                           | 2003年3月8日   |
| ○    | ジョー・ダース             | 2R 4:51 TKO（パウンド）              | PANCRASE 2003 HYBRID TOUR                                           | 2003年1月26日  |
| ○    | 小島正也                   | 1R 4:40 腕ひしぎ十字固め             | PANCRASE 2002 SPIRIT TOUR                                           | 2002年11月30日 |
| ○    | 窪田幸生                   | 5分3R終了 判定3-0                    | PANCRASE 2002 SPIRIT TOUR                                           | 2002年9月29日  |
| ×    | ネイサン・マーコート       | 1R 0:29 TKO（ドクターストップ）      | PANCRASE 2002 SPIRIT TOUR                                           | 2002年3月25日  |
| ○    | 上山龍紀                   | 5分3R終了 判定3-0                    | PANCRASE 2002 SPIRIT TOUR                                           | 2002年2月17日  |
| ×    | クリス・ライトル           | 5分3R終了 判定0-3                    | PANCRASE 2001 PROOF TOUR                                            | 2001年12月1日  |
| ○    | 冨宅飛駈                   | 1R 0:08 KO（右ストレート）           | PANCRASE 2001 PROOF TOUR                                            | 2001年10月30日 |
| ○    | 長岡弘樹                   | 2R 1:21 フロントチョーク             | PANCRASE 2001 PROOF TOUR 【ネオブラッド・トーナメント 決勝】        | 2001年7月29日  |
| ○    | 梁正基                     | 5分2R+延長5分終了 判定2-1            | PANCRASE 2001 PROOF TOUR 【ネオブラッド・トーナメント 準決勝】      | 2001年7月29日  |
| ○    | 佐藤光留                   | 1R 4:08 チョークスリーパー           | PANCRASE 2001 PROOF TOUR 【ネオブラッド・トーナメント 1回戦】       | 2001年7月29日  |
| ○    | 芹沢健一                   | 5分3R終了 判定3-0                    | PANCRASE 2001 PROOF TOUR 【ネオブラッド・トーナメント 予選】        | 2001年5月5日   |

## 獲得タイトル
- 第1回全日本異種格闘技選手権 75kg級 優勝（2000年）
- パンクラス 第7回ネオブラッド・トーナメント 優勝（2001年）
- PRIDEウェルター級グランプリ2006 優勝（2006年）

## 表彰
- SHERDOG ファイト・オブ・ザ・イヤー（2010年）